# Boonville (Missouri)
Boonville is een plaats (city) in de Amerikaanse staat Missouri, en valt bestuurlijk gezien onder Cooper County.

## Demografie
Bij de volkstelling in 2000 werd het aantal inwoners vastgesteld op 8202.
In 2006 is het aantal inwoners door het United States Census Bureau geschat op 8755, een stijging van 553 (6,7%).

## Geografie
Volgens het United States Census Bureau beslaat de plaats een oppervlakte van
19,0 km², waarvan 17,8 km² land en 1,2 km² water.

## Plaatsen in de nabije omgeving
De onderstaande figuur toont nabijgelegen plaatsen in een straal van 20 km rond Boonville.